# Myotis rosseti
Myotis rosseti là một loài động vật có vú trong họ Dơi muỗi, bộ Dơi. Loài này được Oey mô tả năm 1951.

## Hình ảnh

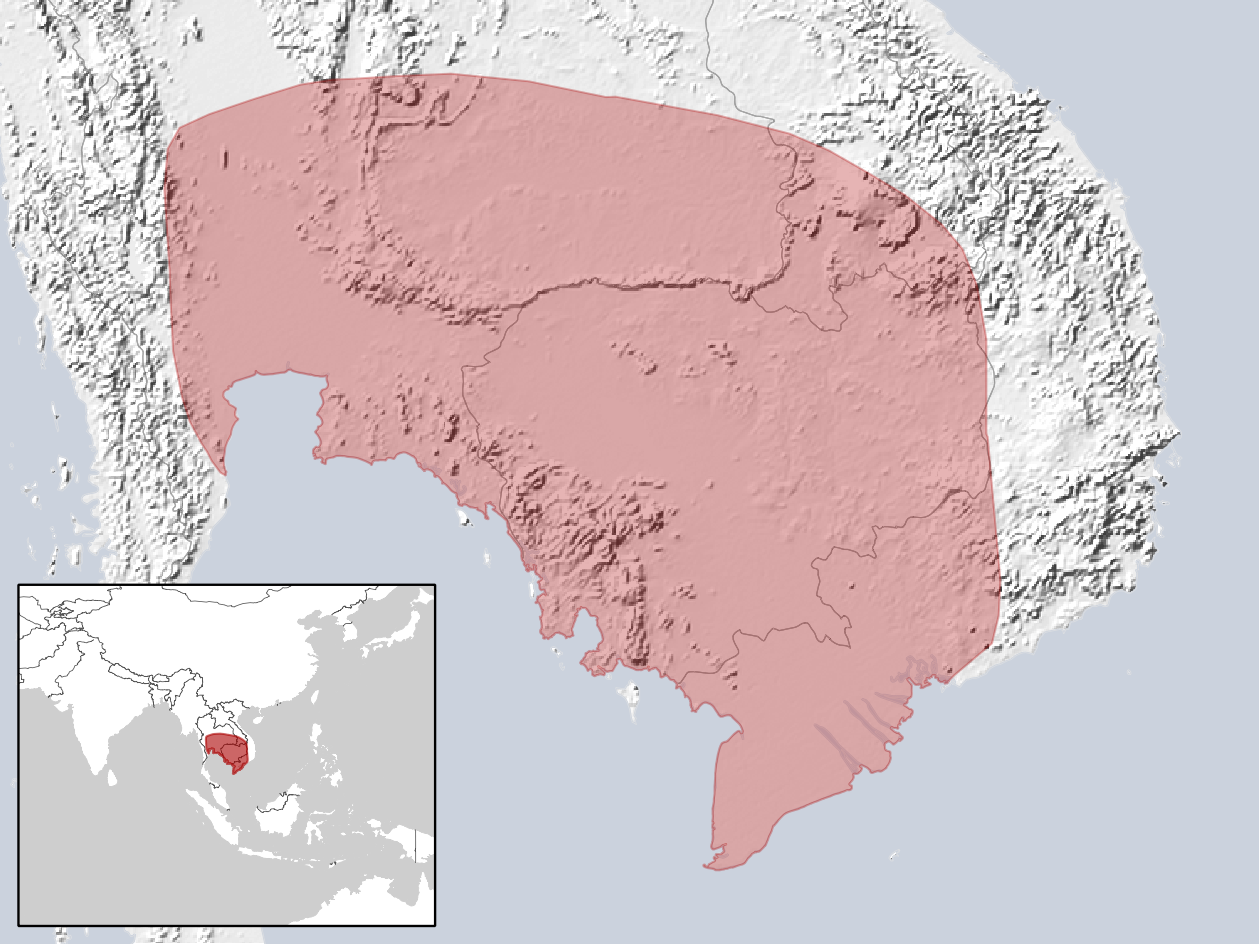